# Хайнрих XXVI Ройс-Лобенщайн-Зелбиц
Хайнрих XXVI Ройс-Лобенщайн-Зелбиц (на немски: Heinrich XXVI Graf Reuss zu Lobenstein-Selbitz; * 16 декември 1681, Лобенщайн, Тюрингия; † 21 юни 1730, Зелбиц, Горна Франкония, Бавария) от фамилията Ройс „младата линия“ е граф на Ройс-Лобенщайн в Тюрингия и в Зелбиц в Горна Франкония, Бавария.

## Произход
Той е петият син (от 14 деца) на граф Хайнрих III Ройс-Лобенщайн-Плауен-Зелбиц (1648 – 1710) и съпругата му Мария Кристиана фон Лайнинген-Вестербург (1650 – 1714/1740), дъщеря на граф Георг Вилхелм фон Лайнинген-Вестербург (1619 – 1695) и графиня София Елизабет фон Липе-Детмолд (1626 – 1688).
Градът и старият дворец от 1601 г. са доста разрушени при пожар през 1714 г. и най-големият му брат Хайнрих XV (1674 – 1739) построява извън градските стени до 1718 г. новия дворец Лобенщайн в стил барок. Дворецът е резиденция до 1824 г., след това линията Лобенщайн измира.
Хайнрих XXVI Ройс-Лобенщайн-Зелбиц умира на 48 години на 21 юни 1730 г. в Зелбиц и е погребан там.

## Фамилия
Хайнрих XXVI Ройс-Лобенщайн-Зелбиц се жени на 31 март 1715 г. в Зелбиц за графиня Юлиана Ребека фон Татенбах (* 31 август 1692, Зелбиц; † 10 септември 1739, Хоф, погребана в Зелбиц), дъщеря на граф Готхард Квинтин фон Татенбах, фрайхер на Гановиц (* 1651) и Мария Катарина фон Вурмбранд (1649 – 1725). Те имат 12 деца:
- Хайнрих XI Ройс-Плауен-Зелбиц (* 31 декември 1715; † 22 август 1745)
- Хайнрих XV Ройс (* 19 октомври 1717; † 5 май 1738)
- Хенриета Юлиана Ройс (* 21 февруари 1719; † 21 декември 1778)
- Хайнрих XIX Ройс-Плауен-Зелбиц (* 16 октомври 1720; † 30 декември 1783)
- Хайнрих XXI Ройс (* 12 октомври 1721; † 14 ноември 1807)
- Кристиана Мария Елеонора Ройс (* 17 октомври 1722; † 25 октомври 1764), омъжена на 21 февруари 1757 г. в Исигау за Кристоф Хайнрих фон Райценщайн, маршал на Байройт (* 9 март 1693; † 11 септември 1764)
- Хайнрих XXV Ройс-Лобенщайн-Зелбиц (* 14 март 1724, Зелбиц; † 30 март 1801, Лобенщайн или в дворец Хернхут), женен на 20 юни 1765 г. в Хернхут за Мария Елизабет Ройс-Еберсдорф (* 9 юли 1740, Еберсдорф; † 4 април 1784, Хернхут), дъщеря на граф Хайнрих XXIX Ройс-Еберсдорф (1699 – 1747) и графиня София Теодора фон Кастел-Ремлинген (1703 – 1777)
- Хайнрих XXVII Ройс (* 19 ноември 1725; † 12 януари 1748)
- Хайнрих XXIX Ройс (* 2 декември 1726; † 17 март 1791)
- Вилхелмина Доротея Ребека Ройс (* 12 март 1728; † 9 януари 1797)
- София Елеонора Ройс (* 5 април 1729; † 12 юли 1758)
- Фридерика Елизабет Ройс (* 26 април 1730; † 14 март 1789)